# Дамир Чековић
Дамир Чековић (Нови Сад, 19. марта 1990) српски је фудбалер, који тренутно наступа за ОФК Бачку из Бачке Паланке.

## Трофеји и награде
Бачка Бачка Паланка
- Српска лига Војводина: 2013/14.[4]